# Enzo G. Castellari
Enzo G. Castellari, nascut Enzo Girolami, és un director, guionista, actor, muntador i productor italià nascut el 29 de juliol de 1938 a Roma (Itàlia). És cèlebre per haver dirigit en els anys 1960 nombrosos westerns spaghetti com Vado... l'ammazzo e torno, Quella sporca storia nel west o Ammazzali tutti e torna solo. La seva pel·lícula Keoma, dirigida l'any 1976, apareix com l'últim gran western spaghetti, les produccions futures no seran més que pel·lícules de baix pressupost que només tindran un molt fluix il èxit.
El seu estil particular presenta de manera recurrent escenes de violència explicita, combats amb pistola, així com una utilització freqüent del ralenti. D'altra banda és reputat per supervisar totes les etapes de la producció de les seves pel·lícules i així conferir una petjada personal.
Enzo G. Castellari parla italià, francès, anglès i espanyol però les seves pel·lícules han estat rodades en anglès i no són doblades a l'italià, contràriament a la majoria dels westerns spaghetti.

## Biografia
Fill del director Marino Girolami, efectua petits papers com a actor des dels sis anys. Estudia a continuació a la Universitat de Roma i es diploma en arquitectura, a continuació exercirà nombrosos oficis de la indústria cinematogràfica: ajudant de producció, script, guionista.
El 1966, assisteix Leon Klimovsky en la realització de Pochi dollari per Django, un western spaghetti amb Anthony Steffen. Un any més tard, dirigeix la seva primera pel·lícula totalment amb el seu nom i té un franc èxit de públic i crítica amb Vado... l'ammazzo e torno. Realitza a continuació quatre westerns spaghetti, entre els quals una continuació no oficial de Django.
El 1969, la seva cinquena pel·lícula, La Battaglia de Inghilterra, mobilitza importants mitjans tècnics com avions i vehicles blindats així com estrelles del moment com Luigi Pistilli. La pel·lícula és un èxit i el dona a conèixer a l'estranger.
El 1976, mentre que els westerns spaghetti són considerats com no a la moda, Castellari dirigeix Keoma, una mena de pel·lícula-testament que un temps fa suposar un retorn.
Els anys 1980 col·labora amb la televisió i dirigeix Els Guerrers del Bronx, una pel·lícula d'anticipació que testifica una distància presa amb el seu gènere predilecte. Però hi torna el 1993 amb Jonathan degli orsi, un western rodat en una base soviètica a Sibèria que va necessitar la reconstrucció d'un poble indi.
El 1997, roda una sèrie en tres episodis titulada El Desert de foc, on figuren d'immenses estrelles del cinema com Claudia Cardinale, Alain Delon, Vittorio Gassman, Franco Nero o Giuliano Gemma. Gli Angeli dell'isola verde, un western modern realitzat l'any 2001 però no difós a l'estranger, és la seva última pel·lícula. Se'l troba en el paper d'un oficial nazi en Inglourious Basterds de Quentin Tarantino, a qui ha desitjat retre-li homenatge.
El 2015, esdevé president del jurat del Festival europeu de cinema fantàstic d'Estrasburg.

## Filmografia

### Director
- 1967 : Vado... el ammazzo e torno
- 1968 : I Tre che sconvolsero il West - vado, vedo e sparo)
- 1968 : Quella sporca storia nel west
- 1968 : Sette winchester per un massacro
- 1968 : Ammazzali tutti e torna solo
- 1969 : La Battaglia de Inghilterra
- 1971 : Gli Occhi freddi della paura
- 1972 : Et deum
- 1973 : La polizia incrimina, la legge assolve
- 1974 : Il Cittadino sí ribella
- 1974 : Ettore lo fusto
- 1976 : Keoma
- 1976 : Il Gran racket
- 1976 : Cipolla Colt
- 1976 : Le Avventure e gli amori di Scaramouche
- 1977 : La Via della droga
- 1977 : Quel maledetto treno blindato
- 1979 : Il Cacciatore di squali
- 1979 : Diabla, la senyora del llac (Sensitività)
- 1980 : Ell Giorno del Cobra
- 1981 : L'ultimo squalo
- 1982 : I Nuovi barbari
- 1982 : 1990: I guerrieri del Bronx
- 1983 : Fuga dal Bronx
- 1984 : Tuareg (Tuareg - Il guerriero del deserto)
- 1985 : Colpi di luce
- 1987 : Striker
- 1987 : Hammerhead
- 1989 : Sinbad of the Seven Seas
- 1990 : Extralarge: Moving Target (TV)
- 1991 : Extralarge: Miami Killer (TV)
- 1991 : Extralarge: Magic Power (TV)
- 1991 : Extralarge: Jo-Jo (TV)
- 1991 : Extralarge: Cannonball (TV)
- 1991 : Extralarge: Black Magic (TV)
- 1991 : Extralarge: Black and White (TV)
- 1993 : Jonathan degli orsi
- 1996 : Ritorno di Sandokan, Il (fulletó TV)
- 1997 : Deserto di fuoco" (fulletó TV)
- 2000 : Gioco a incastro (TV)
- 2001 : Gli Angeli dell'isola verde (sèrie TV)

### Guionista
- 1967 : Vado... l'ammazzo e torno
- 1968 : Quella sporca storia nel west
- 1968 : Sette winchester per un massacro
- 1968 : Ammazzali tutti e torna solo
- 1969 : La Battaglia de Inghilterra
- 1971 : Gli Occhi freddi della paura
- 1972 : Et deum
- 1973 : La Polizia incrimina la legge assolve
- 1974 : Ettore lo fusto
- 1976 : Keoma
- 1976 : l Gran racket)
- 1976 : Le Avventure e gli amori di Scaramouche
- 1982 : I Nuovi barbari
- 1982 : 1990: I guerrieri del Bronx
- 1983 : Fuga dal Bronx
- 1984 : Tuareg - I guerriero del deserto
- 1985 : Colpi di luce
- 1987 : Hammerhead
- 1989 : Sinbad of the Seven Seas
- 1990 : Extralarge: Moving Target (TV)
- 1991 : Extralarge: Miami Killer (TV)
- 1991 : Extralarge: Jo-Jo (TV)
- 1993 : Jonathan degli orsi

### Actor
- 1963 : Le motorizzate de Marino Girolami
- 1966 : Pochi dollari per Django: Primer Intrús
- 1968 : Anche nel west c'era una volta Dio
- 1973 : La Polizia incrimina la legge assolve: Periodista
- 1976 : Il Gran racket: Cowardly Storekeeper
- 1976 : Cipolla Colt: Diputat xèrif
- 1977 : La Via della droga: Policia a Amsterdam
- 1977 : Quel maledetto treno blindato:  Oficial alemany
- 1979 : Il Cacciatore di squali: L'assassí
- 1979 : La Diablessa (Sensitività): Detectiu
- 1980 : Il Giorno del Cobra: Warehouse Thug
- 1982 : I Nuovi barbari: Dying man in
- 1982 : 1990: I guerrieri del Bronx): Vice-President
- 1983 : The Winds of War" (fulletó TV): Benito Mussolini
- 1983 : Fuga dal Bronx: Ràdio Operador amb bigoti
- 1984 : Tuareg - Ell guerriero del deserto: Guàrdia de la pressò
- 1985 : Cobra Mission: Major Morris
- 1987 : Striker:
- 2005 : Piano 17: Vigilant Banca 2
- 2009 : Inglourious Basterds: un general nazi

### Muntador
- 1963: Queste pazze pazze donne
- 1963: Le motorizzate de Marino Girolami
- 1965: Veneri al sole
- 1966: Veneri in collegio

### Productor
- 1968: Sette winchester per un massacro
- 1989: Sinbad of the Seven Seas